# تليف رئوي مجهول السبب
التليف الرئوي مجهول السبب هو مرض نادر مترقٍ يصيب الجهاز التنفسي، يتميز بزيادة سماكة أنسجة الرئة وتيبسها، ويسبب تكون نسيج متندب. يعد أحد أمراض الرئة التندبية المزمنة التي تتميز بتدهور تدريجي غير عكوس في وظائف الرئة. يصبح النسيج في الرئتين سميكًا وصلبًا، ما يؤثر على الأنسجة المحيطة بالأكياس الهوائية في الرئتين. تشمل الأعراض عادةً ضيق النفس والسعال الجاف. قد تشمل التغييرات الأخرى الشعور بالتعب، وكبر حجم أظافر اليدين والقدمين وتقبب شكلها (تعجر الأظافر). قد تشمل المضاعفات فرط ضغط الدم الرئوي أو قصور القلب أو ذات الرئة أو الانصمام الرئوي.
سبب المرض غير معروف، ومن هنا جاء مصطلح مجهول السبب. تشمل عوامل الخطر التدخين والارتجاع المعدي المريئي، وبعض أنواع العدوى الفيروسية والاستعداد الوراثي. تتضمن الآلية الأساسية تندب الرئتين. يتطلب التشخيص استبعاد الأسباب المحتملة الأخرى. يمكن أيضًا إجراء تصوير مقطعي عالي الدقة أو خزعة للرئة، والتي تظهر التهاب الرئة الخلالي المعتاد. يعد أحد أمراض الرئة الخلالية.
غالبًا ما يستفيد المرضى من إعادة التأهيل الرئوي والعلاج بالأكسجين. قد تفيد بعض الأدوية مثل بيرفنيدون (إسبريت) أو نينتيدانيب (أوفيف) في إبطاء ترقي المرض. قد تكون زراعة الرئة خيارًا أيضًا.
يصيب المرض نحو 5 ملايين شخص على مستوى العالم. يحدث المرض حديثًا لدى نحو 12 لكل 100000 شخص سنويًا. يكون أكثر شيوعًا في الستينات والسبعينات من العمر. يصيب الذكور أكثر من الإناث. يبلغ متوسط العمر المتوقع بعد التشخيص نحو أربع سنوات.

## العلامات والأعراض
في كثير من الحالات، تستمر الأعراض لفترة طويلة قبل التشخيص. تشمل المظاهر السريرية الأكثر شيوعًا للتليف الرئوي مجهول السبب ما يلي:
- العمر الذي يتجاوز 50 سنة
- سعال جاف غير منتج عند الجهد
- ضيق النفس الجهدي (ضيق التنفس عند ممارسة الرياضة)
- كراكر «شبيهة بالفيلكرو» ثنائية الجانب عند التسمع (صوت كركرة في الرئتين أثناء الشهيق يشبه صوت تمزق شريط الفيلكرو ببطء، ويُسمع بواسطة سماعة الطبيب).
- تعجر الأصابع، تشوه في أطراف أصابع اليدين أو القدمين (انظر الصورة)
- نتائج غير طبيعية لاختبار وظائف الرئة، مع وجود دليل على تقييد وضعف تبادل الغازات.[7][8]

تُعزى بعض المظاهر إلى نقص تأكسج الدم المزمن (نقص الأكسجين في الدم)، وهو ليس مميزًا للتليف الرئوي مجهول السبب، ويمكن أن يحدث في اضطرابات رئوية أخرى. يجب أخذ التليف الرئوي مجهول السبب في الاعتبار لدى جميع المرضى الذين يعانون من ضيق النفس المزمن غير المبرر والذين يعانون من السعال، أو الكركرة ثنائية الجانب عند الشهيق، أو تعجر الأصابع.
يعد تقييم كراكر «الفيلكرو» عند التسمع طريقة عملية للتشخيص المبكر للتليف الرئوي مجهول السبب. يتعرف الأطباء على الكراكر الحادة بسهولة وهي مميزة للتليف الرئوي مجهول السبب.
إذا لوحظت الكراكر ثنائية الجانب الحادة طوال فترات الشهيق واستمرت بعد أخذ عدة أنفاس عميقة، وإذا استمرت لفترات متباعدة على مدى عدة أسابيع لدى مريض عمره ≥ 60 عامًا، يجب الشك بالتليف الرئوي مجهول السبب والنظر في التصوير المقطعي عالي الدقة والذي يعد أكثر حساسية من تصوير الصدر بالأشعة السينية. نظرًا لأن الكراكر ليست نوعية للتليف الرئوي مجهول السبب، يجب تطبيق إجراءات تشخيصية شاملة.

## العلاج
تتمثل أهداف العلاج في التليف الرئوي مجهول السبب بشكل أساسي في تخفيف الأعراض ووقف ترقي المرض ومنع التفاقم الحاد وإطالة العمر المتوقع. يجب البدء بالرعاية الوقائية (مثل اللقاحات) والعلاج العرضي مبكرًا لدى جميع المريض.

### العلاج بالأكسجين
في إرشادات التليف الرئوي مجهول السبب لعام 2011، أصبح العلاج بالأكسجين، أو الأكسجين الإضافي المنزلي، من التوصيات الهامة لدى المرضى الذين يعانون من انخفاض مستويات الأكسجين بشكل ملحوظ في فترة الراحة. رغم أن العلاج بالأكسجين لم يُظهر أنه يحسن من معدلات البقاء لدى مرضى التليف الرئوي مجهول السبب، تشير بعض البيانات إلى تحسن القدرة على أداء التمارين الرياضية.

### إعادة التأهيل الرئوي
يعد كل من التعب وفقدان الكتلة العضلية من المشاكل الشائعة والمعيقة لمرضى التليف الرئوي مجهول السبب. قد تخفف إعادة التأهيل الرئوي من الأعراض الواضحة للتليف الرئوي مجهول السبب وتحسن الحالة الوظيفية عن طريق تعديل و/أو عكس المظاهر خارج الرئوية للمرض. عدد الدراسات المنشورة حول دور إعادة التأهيل الرئوي في التليف الرئوي مجهول السبب صغير، لكن معظم هذه الدراسات وجدت تحسينات هامة قصيرة الأمد في تحمل التمارين الوظيفي، ونوعية الحياة، وضيق النفس عند الجهد. تشمل برامج إعادة التأهيل النموذجية التدريب على التمارين الرياضة، وتعديلات على الحمية الغذائية، والعلاج الوظيفي، والتثقيف والاستشارات النفسية الاجتماعية. في المرحلة المتأخرة من المرض، يميل مرضى التليف الرئوي مجهول السبب إلى وقف النشاط البدني بسبب زيادة ضيق النفس. يجب معالجة ذلك الأمر إن أمكن.

### الأدوية
أجريت دراسات سابقة على عدد من العلاجات للتليف الرئوي مجهول السبب، بما في ذلك الإنترفيرون غاما -1بيتا، وبوسنتان، وأمبريسينتان، ومضادات التخثر، ولكنها لم تعد تعتبر خيارات علاج فعالة. استندت معظم هذه الدراسات السابقة إلى فرضية أن التليف الرئوي مجهول السبب هو مرض التهابي.

#### بيرفنيدون
وجدت مراجعة مؤسسة كوكرين التي قارنت بيرفنيدون مع الدواء الوهمي انخفاض خطر تفاقم المرض بنسبة 30%. أظهرت أيضًا تحسنًا في القدرة الحيوية القسرية أو القدرة الحيوية، حتى لو ظهر تأثير الدواء على إبطاء عملية انخفاض القدرة الحيوية القسرية فقط في إحدى دراستي السعة. وجدت دراسة ثالثة، انتهت في عام 2014، تراجعًا في انخفاض وظائف الرئة وتفاقم مرض التليف الرئوي مجهول السبب. جُمعت أيضًا بيانات دراسة أسيند مع بيانات دراستي السعة في تحليل محدد مسبقًا، أظهر أن بيرفنيدون قلل من خطر الوفاة بنسبة 50% تقريبًا على مدار عام واحد من العلاج.

#### نينتيدانيب
نينتيدانيب هو مثبط أنجيوكيناز ثلاثي يستهدف مستقبلات كينازات التيروزين المشاركة في تنظيم عملية تولد الأوعية: مستقبل عامل نمو الأرومة الليفية، ومستقبل عامل النمو المشتق من الصفيحات، ومستقبل عامل النمو البطاني الوعائي، والتي أظهرت دورًا في إمراضية التليف والتليف الرئوي مجهول السبب. في المرحلة الثالثة لكلتي التجربتين، حدّ نينتيدانيب من تدهور وظائف الرئة بنسبة 50% خلال عام واحد. وافقت إدارة الغذاء والدواء الأمريكية عليه في أكتوبر عام 2014 وتم ترخيصه في أوروبا في يناير عام 2015.

### زراعة الرئة
قد تكون زراعة الرئة مناسبة للمرضى المؤهلين جسديًا للخضوع لعملية زرع كبرى. في مرضى التليف الرئوي مجهول السبب، وُجد أن زراعة الرئة تقلل من خطر الوفاة بنسبة 75% مقارنةً بالمرضى على قائمة الانتظار. منذ طرح درجة تخصيص الرئة، التي تعطي الأولوية لمرشحي عملية الزرع بناءً على احتمالية البقاء على قيد الحياة، أصبح التليف الرئوي مجهول السبب الاستطباب الأكثر شيوعًا لزراعة الرئة في الولايات المتحدة الأمريكية.

### الرعاية التلطيفية
تركز الرعاية التلطيفية على تخفيف الأعراض وتأمين راحة المرضى بدلًا من علاج المرض. قد يشمل ذلك استخدام المسكنات الأفيونية المزمنة لعلاج تفاقم الأعراض كضيق التنفس الشديد والسعال. بالإضافة إلى ذلك، قد يكون العلاج بالأكسجين مفيدًا لتخفيف ضيق النفس لدى مرضى نقص تأكسج الدم.